# Rick Rossovich
Rick Rossovich (Palo Alto, Califòrnia, 28 d'agost de 1957) és un actor estatunidenc que ha aparegut en més de trenta pel·lícules (com Terminator, Top Gun, Losin' It…) i en algunes sèries de televisió (com Pacific Blue).

## Biografia
Provinent d'una família d'origen italo-serbi, Rossovich ha aparegut a més de trenta pel·lícules en la seva carrera destacant Carrers de foc, Terminator, Top Gun, Roxanne i Navy Seals, comandament especial.
La seva carrera té moltíssimes participacions televisives: entre les més destacades la interpretació del Dr. John "Tag" Taglieri en E.R. el 1994 i el Tinent Anthony Palermo en el telefilm Pacific Blue del 1995 al 1998. El 1996 apareix en el vídeo musical de la cantant country Lorrie Morgan Watch Me en el paper del seu marit.
Està casat des del 1985 amb Eva, de nacionalitat sueca, amb qui ha tingut dos fills: Roy (1986) i Isabel (1991). El seu germà Tim Rossovich ha sigut jugador professional de football americà els anys 1980 (sobretot als Philadelphia Eagles).

## Filmografia
| Actor    | Actor                                        | Actor            | Actor |  |
| Any      | Pel·lícula                                   | Paper            | Notes |  |
| -------- | -------------------------------------------- | ---------------- | ----- |  |
| 1983     | The Lords of Discipline                      |                  |       |  |
| 1983     | Losin' It                                    |                  |       |  |
| 1984     | The Terminator                               | Matt Buchanan    |       |  |
| 1984     | Streets of Fire                              | Oficial Cooley   |       |  |
| 1985     | Alerta: Virus mortal (Warning Sign)          | Вов              |       |  |
| 1986     | Let's Get Harry                              |                  |       |  |
| 1986     | The Morning After                            |                  |       |  |
| 1986     | Top Gun                                      | Slider           |       |  |
| 1987     | Roxanne                                      | Chris McConnell  |       |  |
| 1988     | Secret Ingredient                            | Nikamia/Bogoljub |       |  |
| 1988     | Spellbinder                                  |                  |       |  |
| 1989     | Paint It Black                               |                  |       |  |
| 1990     | Navy Seals, comandament especial (Navy Seal) | Leary            |       |  |
| 1993     | Future Shock                                 |                  |       |  |
| 1993     | Tropical Heat                                |                  |       |  |
| 1994     | New Crime City                               |                  |       |  |
| 1995     | Cover Me                                     |                  |       |  |
| 1996     | Black Scorpion II: Aftershock                |                  |       |  |
| 1997     | Truth or Consequences, N.M.                  |                  |       |  |
| 1998     | Telling You                                  |                  |       |  |
| 2003     | Artworks                                     |                  |       |  |
| Telefilm |                                              |                  |       |  |
| Any      | Títol                                        | Paper            | Notes |  |
| 1983     | Deadly Lessons                               |                  |       |  |
| 1984     | Single Bars, Single Women                    |                  |       |  |
| 1985     | MacGruder and Loud                           |                  |       |  |
| 1988     | 14 Going on 30                               |                  |       |  |
| 1991     | The Gambler Returns: The Luck of the Draw    |                  |       |  |
| 1991     | Sons and Daughters                           |                  |       |  |
| 1995     | Black Scorpion                               |                  |       |  |
| 1996     | Pacific Blue                                 |                  |       |  |
| 1997     | Legend of the Lost Tomb                      |                  |       |  |
| 1999     | Killer Deal                                  |                  |       |  |
| 2000     | Miracle in Lane 2                            |                  |       |  |